# 경혜공주
경혜공주(敬惠公主, 1436년 ~ 1474년 1월 17일(1473년 음력 12월 30일))는 조선의 공주이며, 문종과 현덕왕후의 딸이다. 단종의 친누나이기도 하다.
세종 때 평창군주(平昌郡主)에 봉작되었고 문종 즉위 후 공주로 진봉되었다.

## 생애
경혜공주가 태어났을 당시 아버지 문종은 즉위 전이었고, 어머니 권씨는 세자의 후궁으로 품계는 종3품 양원(良媛)이었기 때문에 '현주'로 불리게 되었다. 위로 언니가 있었으나 태어난 지 1년도 못 되어 1433년에 죽었다. 어머니 양원 권씨가 세자빈으로 승격되면서 경혜공주는 현주에서 군주로 승격되고, 세자빈의 거처인 자선당에서 살게 되었다. 이때 그는 평창 군주(平昌郡主)라는 작호를 받았는데 정인지가 지은 영릉 묘지문에 작호명이 나타난다.
경혜공주는 어려서 어머니를 여의고 당시의 관습대로 재액을 피하기 위해 조유례의 집에서 그 부인 및 외가의 여종인 유모 백씨의 손에 컸다.
1450년(세종 32) 1월, 15세의 나이에 참판 정충경의 아들 순의대부(順義大夫) 정종(鄭悰)과의 혼인이 결정되었다. 12~13세에 혼인하던 당시 관습과는 달리 비교적 늦은 나이에 혼인한 것은 아내도 없이 고독한 아버지 문종의 곁을 떠나기 싫었기 때문이라고 보는 견해가 있다. 그러던 와중에 할아버지인 세종의 건강이 악화되었다. 세종이 승하하면 3년상을 치르는 동안에는 혼인을 할 수 없고, 3년이 지나면 경혜공주의 나이가 너무 과년해지기 때문에 결혼을 서두르게 되었다. 혼인 당시 경혜공주는 여전히 세자의 딸로서 평창군주(平昌郡主)로 불렸다. 군주로 봉해져야 궁 밖에서 생활을 해도 필요한 경비가 지급이 되기 때문에 조유례의 집으로 나갈 때쯤 평창군주로 봉해졌을 것으로 추정된다. 조선왕조실록에 평창군주라는 이름이 등장한 것은 1446년(세종 28)의 일이다.
이후 문종의 즉위로 경혜공주는 공주로 책봉되었고, 문종은 딸의 살림집을 당시의 대표적 부자동네였던 양덕방(陽德坊) 향교동에 차려주었다. 당시 사헌부 지평(司憲府持平) 윤면(尹沔), 문여량(文汝良) 등이 공주와 부마를 위해 새로이 짓는 집 때문에 30여채의 민가가 철거된다고 아뢰었던 기록이 있다. 이후 얼마 지나지 않아 문종이 승하하고 경혜공주의 동생 단종이 즉위했다. 단종은 자주 향교동 경혜공주의 집을 찾았고 계유정난이 있던 날 밤에도 경혜공주의 집에서 자고 있었다.
경혜공주의 남편 정종은 금성대군 사건에 연루되어 강원도 영월로 유배되었다가 경기도 양근으로 옮겨졌다. 공주가 병이 나자 단종은 세조에게 사람을 보내어 정종을 한양으로 불러들이라고 일렀고 세조도 문종의 유일한 사위라 하며 정종을 잠시 도읍으로 돌아오게 했다. 그러나 사간원의 상소로 정종은 공주의 병이 낫자 다시 유배되었다. 공주는 이때 정종의 유배지인 수원으로 향했고 나중에 통진(通津)을 거쳐 전라도 광주(光州)까지 따라갔다. 이후 정종은 승려 성탄 등과 결탁해 모반을 꾀했다는 혐의로 거열형을 당하였다. 당시 경혜공주는 임신 중이었다. 《연려실기술》에서는 경혜공주 또한 남편의 죄에 연좌되어 가산이 적몰되고 유배되어 순천의 관비가 되었다고 기록하고 있다.
공이 적소에 있다가 사사된 뒤에, 공주가 순천 관비가 되었다. 부사 여자신(呂自新)은 무인인데, 장차 공주에게 관비의 사역을 시키려 하니, 공주가 곧 대청에 들어가 교의(交椅)를 놓고 앉아서 말하기를, “나는 왕의 딸이다. 죄가 있어 귀양은 왔지마는, 수령이 어찌 감히 나에게 관비의 사역을 시킨단 말이냐.” 하므로 마침내 부리지 못하였다. 여자신은 뒤에 벼슬이 형조 판서에 이르렀는데, 여유길(呂裕吉)의 방조(旁祖)이다.— 《연려실기술》 제4권 단종조 고사본말(端宗朝故事本末)

안정복의 순암집에도 경혜공주가 장흥의 관노가 되었다는 기술이 있다. 그러나 실록에는 경혜공주가 관노가 되었다는 기록이 없고 대신 정종이 죽은 후 머리를 깎고 여승이 되었는데 무척 가난했다는 기록이 있다. 세조는 이를 불쌍히 여겨 경혜공주에게 집을 지어주고 몰수한 재산과 노비를 하사했다.
또한 지난 2012년 7월 24일에 한국학중앙연구원 장서각에 기증된 해주 정씨 대종가 소장 고문서 가운데 경혜공주가 자신의 유일한 아들 정미수에게 재산을 상속한 분재기(分財記)가 공개되었는데, 공주 자신이 죽기 사흘 전인 성종5년(1474년) 음력 12월 27일에 제작된 것으로 '경혜공주지인(敬惠公主之印)'이라는 붉은 도장이 찍혀 있어 경혜공주가 죽을 때까지 공주의 신분을 유지했다는 증거로 채택되기도 했다. 예종에 이르러서는 경혜공주 내외의 아들 정미수를 종친의 예로 서용하였다.
1473년(성종4) 12월 30일 졸하였으며 성종은 부의(賻儀)로 쌀·콩 아울러 70석(碩), 정포(正布) 50필, 종이 1백 권, 석회(石灰) 60석, 촉랍(燭蠟) 30근을 하사하였다. 공주의 묘는 경기도 고양시 덕양구 대자동 대자골에 있다.
경혜공주는 죽기 사흘 전에 외아들 정미수에게 남긴 분재기에서 "내가 불행히 병이 들어 유일한 아들인 미수가 아직 혼인도 못했는데 지금 홀연히 목숨이 경각에 달렸다"며, "노비는 갑작스러운 사이에 낱낱이 기록해 줄 겨를이 없어 먼저 정선방(貞善坊)에 하사받은 집과 통진(지금의 경기도 김포)에 있는 전답을 준다"고 적고, 정선방에 있는 가사에 대해서는 자신이 죽은 뒤에 사당을 세워 제사지내고 자손에게 전하며 오래 지니고 살아줄 것을 당부하였다.

## 가족 관계
| - 조부 : 세종(世宗, 1397 ~ 1450) - 조모 : 소헌왕후 심씨(昭憲王后 沈氏, 1395 ~1446) - 아버지 : 문종(文宗, 1414 ~ 1452) - 외조부 : 화산부원군(花山府院君) 권전(權專, 1372 ~ 1441) - 외조모 : 해령부부인(海寧府夫人) 해주 최씨(海州 崔氏, ? ~ 1456) - 어머니 : 현덕왕후 권씨(顯德王后 權氏, 1418 ~ 1441) - 동생 : 단종(端宗, 1441 ~ 1457) | - 시아버지 : 정충경(鄭忠敬, ? ~ 1443) - 시어머니 : 여흥 민씨(驪興 閔氏) - 민호덕(閔好德)의 딸 - 부마 : 영양위(寧陽尉) 정종(鄭悰, ? ~1461) - 장남 : 정미수(鄭眉壽, 1456 ~ 1512) - 며느리 : 전의 이씨(全義 李氏) - 이덕량(李德良, 1435 ~ 1487)의 딸 |

## 경혜공주가 등장하는 작품
- 《한명회》 (KBS, 1994년 배우: 전소희)
- 《왕과 비》 (KBS, 1998년~2000년 배우: 김미주)
- 《공주의 남자》 (KBS, 2011년 배우: 홍수현)
- 《신비한 TV 서프라이즈》 (MBC, 배우: 김하영)